# 최주용 (축구 선수)
최주용(1996년 11월 8일 ~ )은 대한민국의 축구 선수이다. 포지션은 미드필더이다.